# Жоселерм Прівер
Жоселерм Прівер (фр. Jocelerme Privert; нар. 1 лютого 1953) — гаїтянський політик і бухгалтер. Тимчасовий президент Гаїті з 14 лютого 2016 року по 7 лютого 2017 року.

## Політична кар'єра
При президентстві Жан-Бертрана Арістіда Прівер обіймав посаду міністра економіки та фінансів з 2001 по 2002 рік. У 2002 році він був призначений Міністром внутрішніх справ і територіальних громад. Втратив цю посаду після державного перевороту в 2004 році.
4 квітня 2004 року Прівер був заарештований і звинувачений у причетності до різанини в Ла-Сьєрі в Сен-Марку. За даними гаїтянських організацій, що захищають права людини, у місті Сен-Марк, що був на той час оплотом опозиції, загинули десятки людей. Жоселерм Прівер був звільнений після 26 місяців ув'язнення.
Після звільнення був радником у президента Рене Преваля. Згодом він балотувався до Сенату на довиборах 2008 року, але програв. Пізніше його все ж таки було обрано сенатором від департаменту Ніп на загальних виборах 2010 року. Також був головою сенатського комітету з економіки та фінансів.
14 лютого 2016 року сенат обрав Прівера тимчасовим Президентом Гаїті до загальних виборів. Другий тур виборів був запланований на 24 квітня 2016 року, але 5 квітня Тимчасова Виборча Рада ухвалила рішення провести вибори на початку жовтня 2016 року.
Президентський термін Прівера закінчився 14 червня, але він залишився тимчасовим Президентом, оскільки Сенат відмовився збиратися, щоб призначити його наступника. 7 лютого 2017 року його змінив Жовенель Моїз.